# Aglaoschema prasiniventre
Aglaoschema prasiniventre là một loài bọ cánh cứng trong họ Cerambycidae.